# Jeep CJ
La Jeep CJ (« CJ » pour « Civilian Jeep ») est un véhicule tout-terrain fabriqué par le constructeur automobile américain Willys-Overland à partir de 1946. C'est la version civile du fameux véhicule militaire utilisé durant la Seconde Guerre mondiale : la Willys MB.

## Histoire

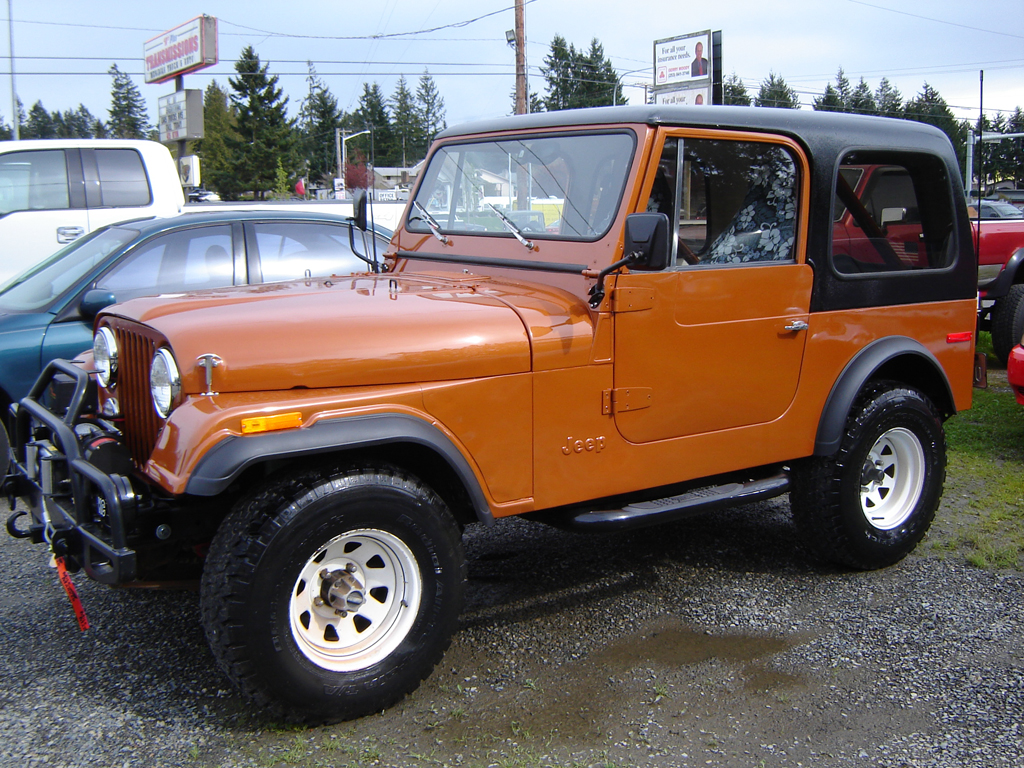
Une Jeep CJ7 de 1980

La première Willys CJ, la version CJ-2, est lancée en 1946 sur la base de la version militaire Willys MB. Elle connaitra une très lente évolution de ses caractéristiques, restant en fabrication dans ses différentes versions durant une longue période. On a connu les versions : Renegade, Laredo et Golden Eagle. Les motorisations proposées auront été nombreuses parmi des moteurs fonctionnant à l'essence ou au gasoil avec un moteur Isuzu. Jeep a équipé les dernières versions de ceintures de sécurité aux places avant et arrière pour assurer leur homologation.
Les dernières séries du modèles CJ, les CJ-7 et CJ-8 resteront au catalogue du constructeur jusqu'en 1987, date à laquelle elles seront remplacées par la plus moderne Jeep Wrangler.
Parmi les versions les plus recherchées par les collectionneurs figure la CJ-7, fabriquée de 1976 à 1986 en cinq versions :
- Renegade, de 1976 à 1986, avec les motorisations 4-cylindres 2,4 L Diesel, I6 de 3,8 L et 4,2 L, et V8 AMC de 5 L
- Golden Eagle, 1976-1979, V8 AMC de 5 L
- Golden Hawk, 1980, V8 AMC de 5 L
- Laredo, 1982-1986, I4 de 2,4 L Diesel et I6 de 4,2 L,
- Jamboree Edition, série limitée produite à 2 500 exemplaires pour le trentième anniversaire avec les motorisations I4 de 2,5 L et I6 de 4,2 L,

Entre 1976 et 1980, la CJ-7 utilise un réducteur DANA 20, un pont avant DANA 30 et AMC 20 à l'arrière. En 1980, la Laredo est équipée d'un AMC 20 à l'arrière, puis d'un pont DANA 44 à partir de mi-1986. Après 1980, Jeep montera sur ses CJ-7 un réducteur DANA 300 revu et amélioré par rapport au précédent modèle. Ce réducteur est toujours disponible car toujours très demandé. Les rapports de la boîte de vitesses sont différents en fonction de chaque type de moteur employé : le 4-cylindres 2,4 L Diesel Isuzu a un rapport de pont de 4.10 (monté sur les versions Renegade et Laredo), les motorisations 3,8 L et 4,2 L I6 (six-cylindres en ligne) disposent d'un rapport de 3,73 tandis que la version V8 AMC de 5 L a un rapport de 3,55.
De nos jours, la Jeep CJ est toujours fabriquée dans certains pays sous licence.

## Les différents modèles fabriqués

### Willys CJ-1
En 1944, les Alliés sont convaincus que la guerre sera gagnée. Cela permet d'envisager la conception de la Willys Jeep pour le marché civil d'après-guerre. La documentation est difficile à trouver, mais il semble que la Willys-Overland CJ-1, la « Jeep civile-1 » était en cours de préparation dès 1946. La CJ-1 A est apparemment une Willys MB modifiée avec l'ajout d'un hayon et d'une toile unie de style civil.

### Willys CJ-2
Bien que baptisée « CJ », la Willys-Overland CJ-2 n'est pas commercialisée. La CJ-2, appelée aussi « AgriJeep », est le prototype de la deuxième génération de Jeep civiles. Elle est utilisée uniquement pour les essais.
Comme la CJ-1, elle est calquée sur la version militaire Willys MB, utilisant le même moteur Willys Go Devil L134, un 4-cylindres en ligne de 2,2 L, mais dépouillé de toutes les fonctionnalités militaires, en particulier de ses phares de black-out. Elle dispose de prises de force, d'un régulateur du moteur, d'un levier de boîte de vitesses manuelle T90, d'un rapport de pont de 2.43:1, d'une boîte de transfert lente et d'un espace pour les outils côté conducteur.
Les premiers modèles portent des plaques de laiton sur le capot et le pare-brise avec l'inscription « JEEP ». Les modèles postérieurs portent un embossage « JEEP » comme le marquage « WILLYS » qui apparaitra sur la CJ-2A et les modèles suivants. Certaines CJ-2 ont des plaques « AgriJeep » apposées sur le tableau de bord. La roue de secours des premiers modèles est montée à l'extérieur du côté passager, en avant par rapport à la roue arrière, puis un peu en arrière.
Il semble que des CJ -2 aient été confiées à des « stations agricoles » à des fins d'évaluation.
Sur les 45 exemplaires CJ-2 construits, seuls les numéros de série CJ2-06, CJ2-09, CJ2-11, CJ2-12, CJ2-14, CJ2-26, CJ2-32, CJ2-37 et CJ2-39 ont survécu. Une seule a été restaurée : la CJ2-09.

### Willys CJ-2A
L'expérience acquise avec le prototype CJ-2 conduit au développement de la première Jeep civile de grande série, la Willys-Overland CJ-2A, présentée le 17 juillet 1945 et produite durant les années 1945 à 1949. La CJ-2A ressemble beaucoup à une Willys MB démilitarisée avec son hayon et une roue de secours montée sur le côté. La différence visuelle la plus importante réside dans la partie avant : les phares de la MB sont petits et encastrés en retrait de la calandre qui présente neuf ouvertures verticales alors que sur la CJ-2A, les phares sont plus gros et montés à fleur d'une calandre à sept ouvertures, laquelle restera le standard de la marque Jeep.
La boîte de vitesses T-84 de la MB est remplacée sur la CJ-2A par une boîte T-90 à trois vitesses plus robuste et la CJ-2A reste équipée du moteur L-134 Go-Devil. Au début, de nombreuses CJ-2A sont produites en utilisant des pièces restant des stocks militaires comme des blocs moteurs et, dans quelques cas, des châssis modifiés. L'utilisation de ces pièces de surplus est en partie due à des mouvements de grèves survenus chez des sous-traitants, comme chez Autolite. Willys, qui ne produit que peu de pièces en interne, dépend alors grandement de ses fournisseurs extérieurs, et les grèves sont fréquentes après-guerre. Ceci réduira fortement la production des années 1945 et 1946.

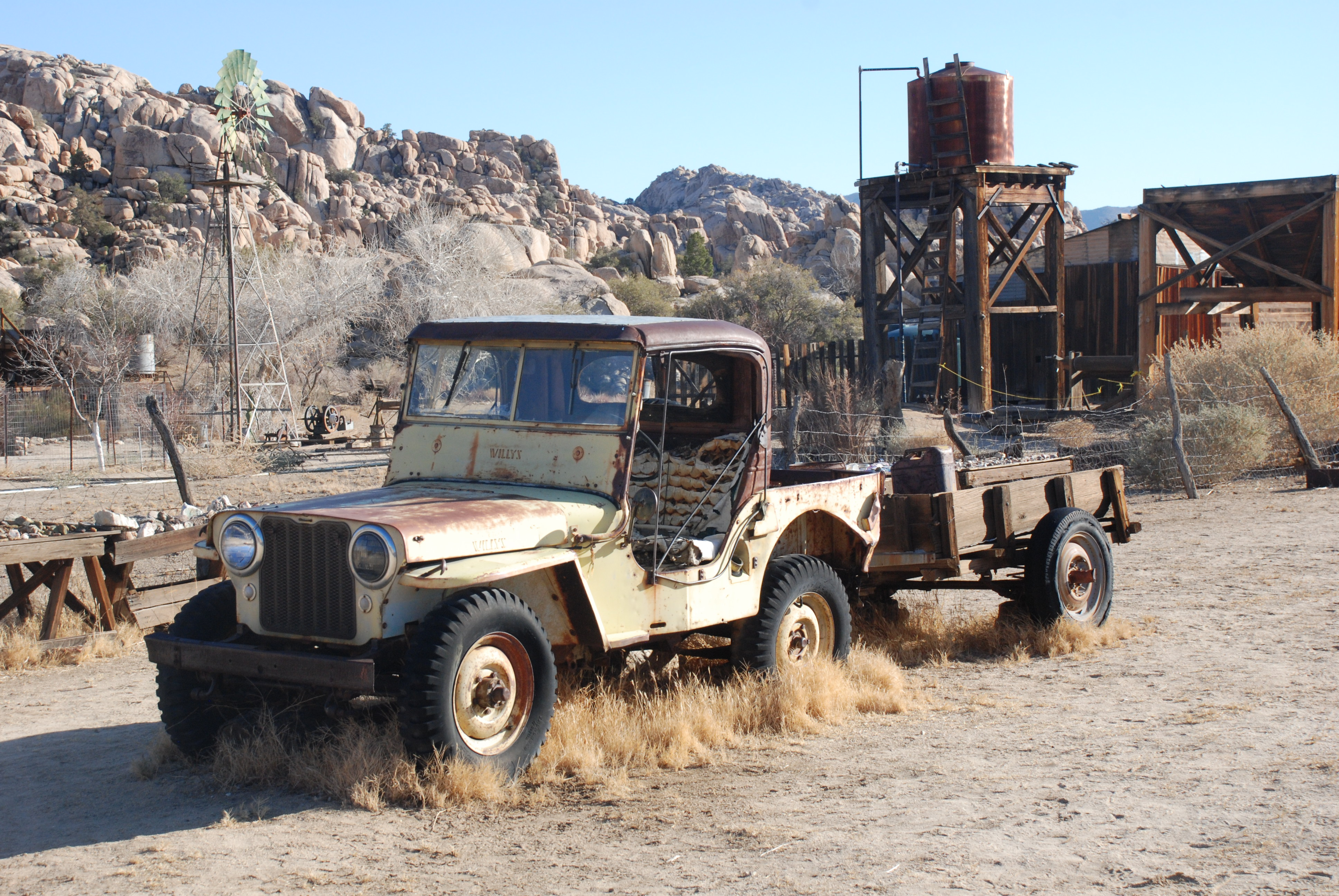
Une CJ-2A avec remorque agricole

La CJ-2A est alors principalement orientée pour une utilisation dans l'agriculture, l'élevage et certaines applications industrielles. Une grande variété d'options sont disponibles comme des sièges arrière, un rétroviseur central (la version de base n'offre qu'un seul rétroviseur côté conducteur), un siège passager avant (le modèle de base ne comprend que le siège conducteur), une bâche, une prise de force avant, une prise de force arrière, une poulie de courroie d'entraînement, un cabestan, un système hydraulique de levage arrière, un chasse-neige, une tondeuse, un générateur d'électricité, un contre-poids pour le pare-chocs avant, des ressorts de suspension renforcés, deux essuie-glaces motorisés (en base elle ne dispose que d'un seul essuie-glace manuel côté passager et un essuie-glace électrique côté conducteur), deux feux arrière (en base elle a un seul feu arrière côté conducteur et un catadioptre côté passager), un second radiateur pour les climats chauds, un sabot de protection de l'arbre de transmission, un système de chauffage, des marches latérales et une protection pour le radiateur.
Les CJ-2A sont proposées avec des combinaisons de couleurs vives qui, à certains égards symbolisent les espoirs des Américains de l'après-guerre. Pendant les deux premières années et jusqu'en 1946, la CJ-2A n'est disponibles qu'avec deux combinaisons de couleurs : Pasture Green (« Vert pâturages ») avec des roues Autumn Yellow (« Jaune automne ») ou la carrosserie Harvest Tan (« Beige récolte ») et les roues Sunset Red (« Rouge coucher de soleil »). D'autres combinaisons de couleurs seront ajoutées à la mi-1946. La teinte Olive drab (« Kaki mat ») sera disponible pour les modèles d'exportation.
Au total, 214 202 exemplaires de la CJ-2A seront produits en cinq ans.
Ce modèle a été commercialisé en France par Hotchkiss à partir de 1946.
La CJ-2A a été à l'origine de la vaste famille CJ, des véhicules tout-terrain à carrosserie compacte, construits et vendus en plusieurs générations successives de Jeep pendant plus de 40 ans (1945 à 1986).

### Willys CJ-3A
La Willys-Overland CJ-3A est présentée en 1948 et sera produite jusqu'en 1953 lorsqu'elle sera remplacée par la CJ-3B.
Elle est dotée du moteur Willys 4-cylindres L-134 Go-Devil développant 60 ch et d'une transmission T-90 Dana Corporation, d'un essieu avant Dana 25 et d'un essieu arrière Dana 41 ou 44. Le pare-brise est maintenant d'une seule pièce. La CJ-3A bénéficie d'une suspension renforcée à dix lames pour accueillir les différents équipements agricoles qui ont été construits pour le véhicule.
Une autre différence importante est le porte-à-faux arrière plus court, qui passe de 860 à 810 mm. Le siège du conducteur est également repoussé vers l'arrière de quelques centimètres. Une version dépouillée est commercialisée à l'attention des exploitants agricoles à partir de 1951 avec une prise de force en série.
Au total, 131 843 exemplaires de la CJ-3A seront produits jusqu'en 1953. Environ 550 CJ-3A ont été assemblés par le constructeur japonais Mitsubishi sous le label J1/J2 entre fin 1952 et début 1953, exclusivement destinés à la police japonaise et l'agence forestière.
Comme la Jeep CJ 2A, la CJ 3A a été commercialisée en France par Hotchkiss jusqu'en 1952, date à partir de laquelle le constructeur français acheta la licence pour produire, en France, le modèle JH 101.
Entre septembre 1950 et juillet 1952, Willys-Overland a produit, pour l'armée américaine, environ 45 500 exemplaires de Willys M38 dans son usine de Toledo, Ohio. La Jeep Willys M38 ou Willys MC, qui se nomme officiellement ¼ TON 4 x 4 Utility truck M38, est la première Jeep conçue dans les années 1950 pour l'armée américaine depuis la Willys MB et son clone la Ford GPW de la seconde guerre mondiale. La Willys M38 est une version renforcée de la Jeep CJ-3A et utilise une série de pièces standardisées par l'armée.

### Willys CJ-4
Une seule Willys-Overland CJ-4 est produite, en 1951, sous la forme d'un prototype concept expérimental. Il inaugure l'utilisation d'un nouveau moteur, le Willys Hurricane F4-134 de 2,2 litres de cylindrée développant une puissance de 76 ch|/56 kW. L'empattement du prototype est de 205,74 cm (81 pouces).
La carrosserie représente la première étape d'une conception nouvelle intermédiaire entre celle de la CJ-3B et le tout nouveau style de carrosserie courbe qui sera inauguré avec la CJ-5.
Le projet sera rejeté et le véhicule finalement vendu à un employé de l'usine.

### Willys CJ-3B
La Jeep Willys CJ-3B remplace la CJ-3A en 1953. Cette même année, la société Willys-Overland est vendue au groupe américain Kaiser Motors pour 60 millions de dollars, lequel retire « Overland » du nom de sa nouvelle filiale.
La CJ-3B reçoit une calandre plus haute, comme le capot, pour abriter le nouveau moteur Willys Hurricane. Une boîte de vitesses manuelle à quatre rapports est proposée en option en 1963. Le rayon de braquage est réduit à 5,35 mètres (17 pieds et 6 pouces). La CJ-3B sera produite jusqu'en 1968 en 205 163 exemplaires dont 155 494 modèles civils et 49 669 militaires.
Le constructeur américain a concédé un certain nombre de licences pour une production par certains constructeurs étrangers comme : Mitsubishi au Japon et Mahindra & Mahindra en Inde. La version Mitsubishi sera produite de 1953 à 1998, alors que Mahindra poursuivra la production de la Willys CJ-3B jusqu'au 1er octobre 2010. La CJ-3B sera également produite par Türk Willys Overland, première usine automobile ouverte en Turquie en 1954.
Le modèle M606 est la version militaire de la Jeep Willys CJ-3B.
Dès 1954, la CJ-3B a été assemblée au Brésil dans l'usine de la filiale Willys-Overland do Brasil à São Bernardo do Campo (SP).

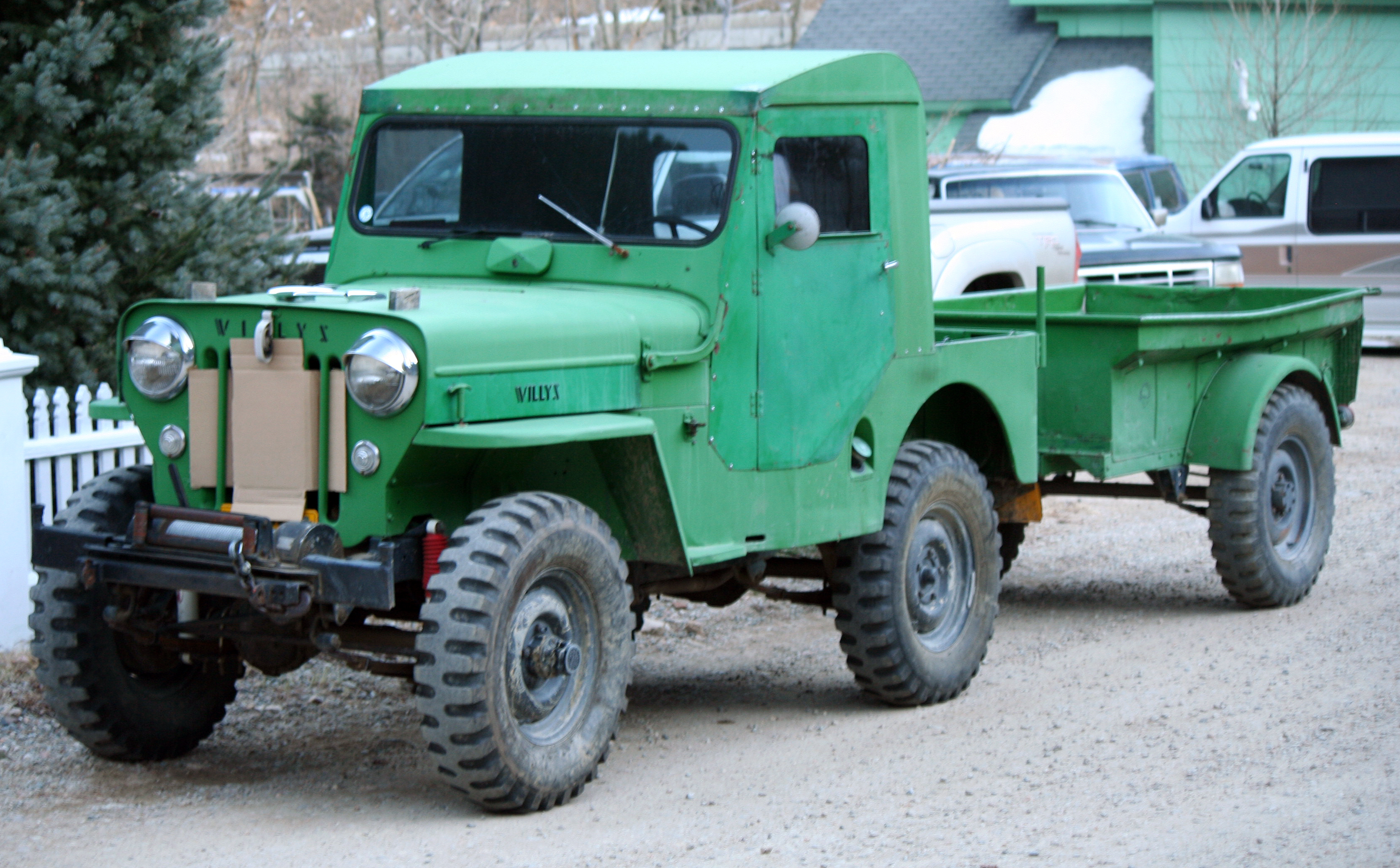
Une Willys CJ-3B avec remorque agricole
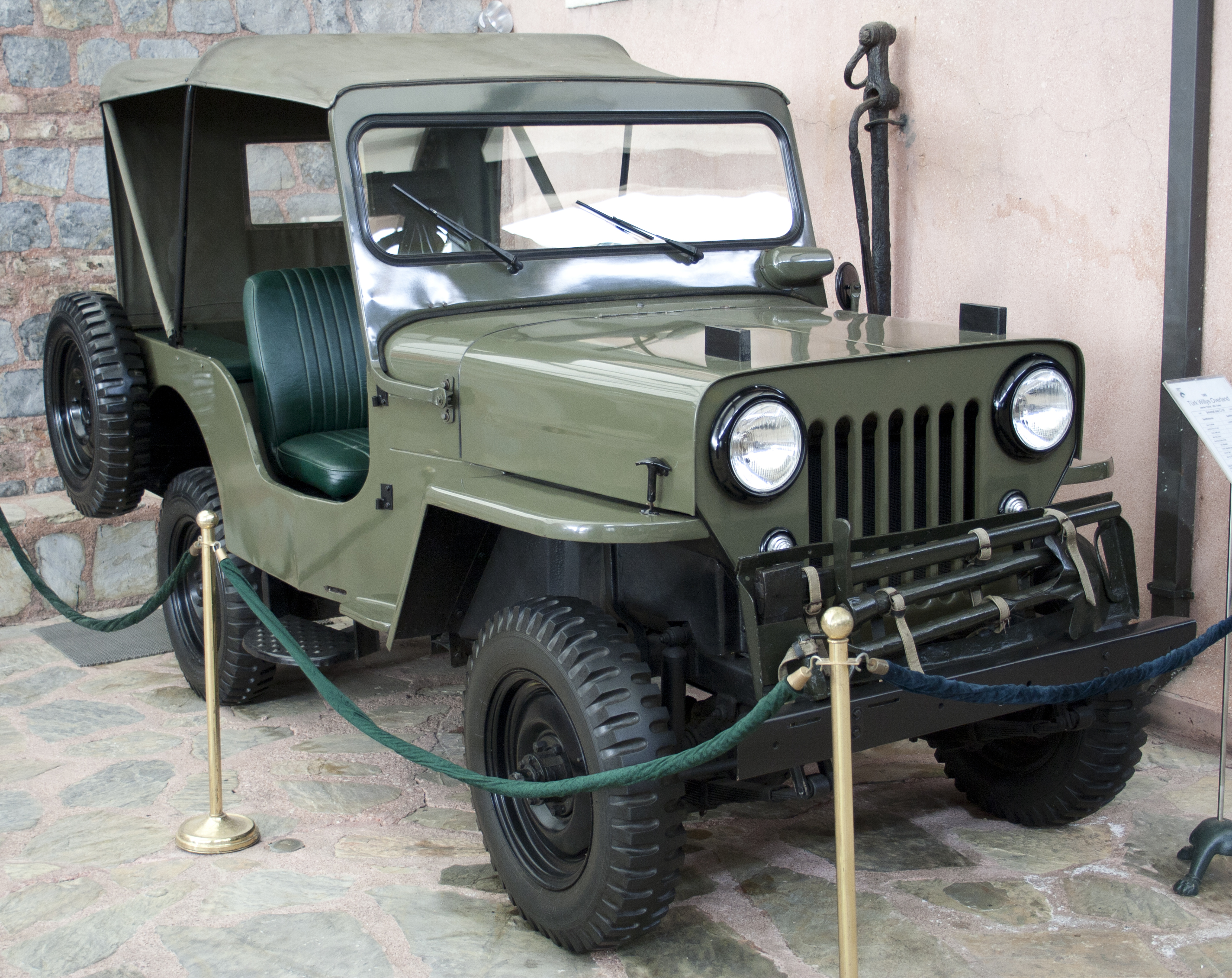
Une Willys CJ-3B produite en Turquie
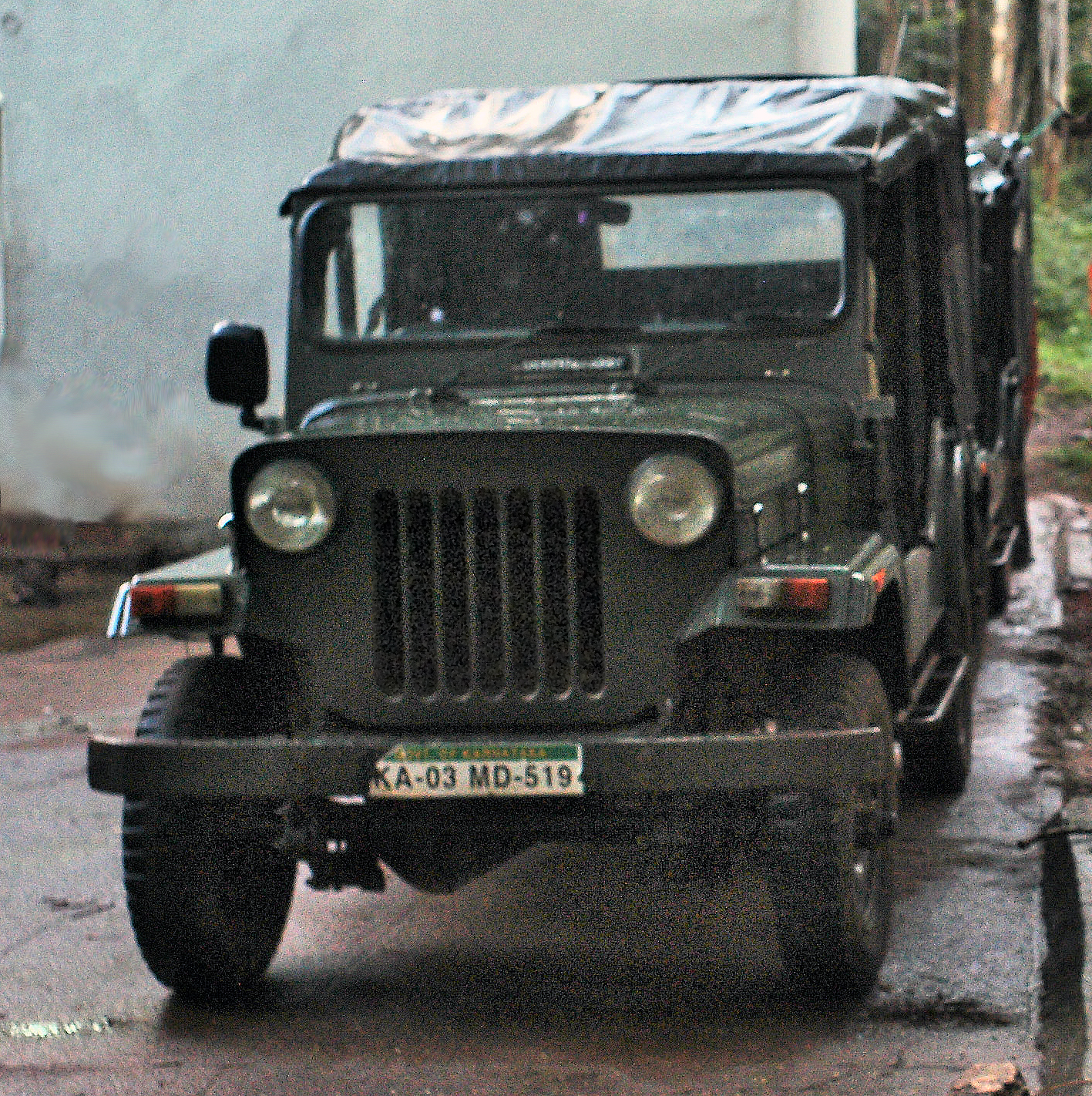
Une Willys CJ-3B produite par Mahindra en Inde

#### Mitsubishi Jeep

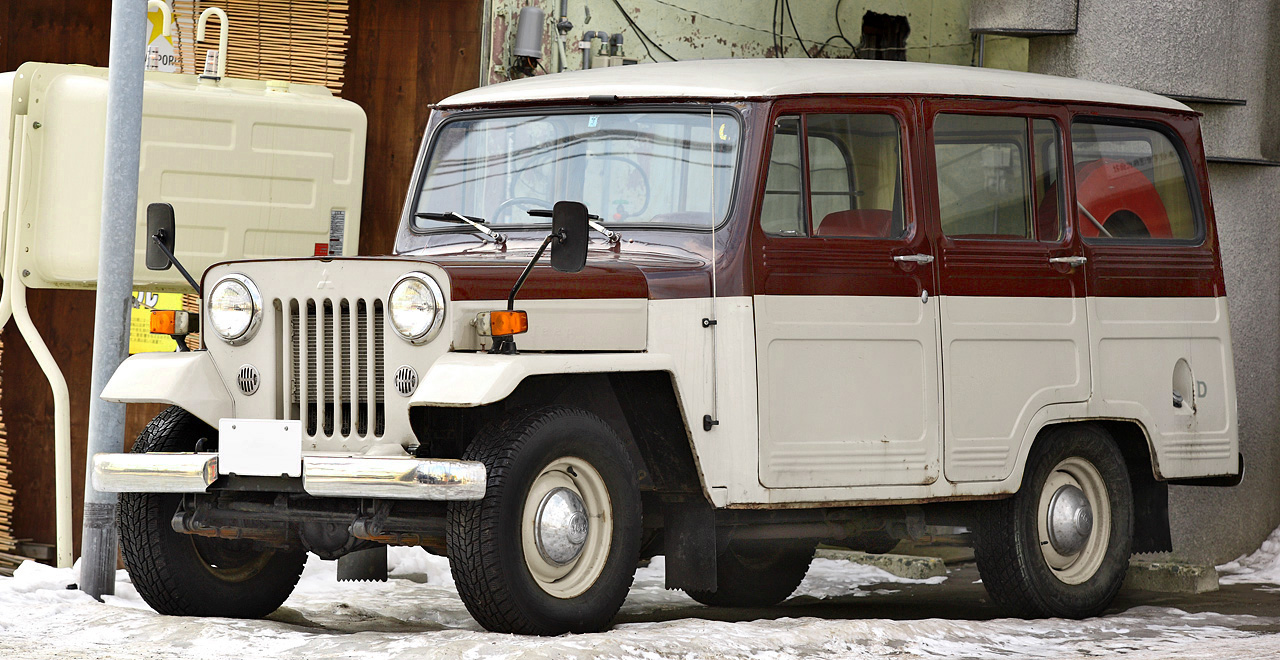
Mitsubishi Jeep J37 5 portes

La Jeep a été introduite sur le marché japonais sous le nom de Jeep J3 en juillet 1953. Mitsubishi a poursuivi la production de véhicules dérivés de la Jeep CJ-3B jusqu'en août 1998, date à laquelle des normes d'émissions et de sécurité ont rendu la Jeep obsolète. Environ 200 000 exemplaires ont été construits en 45 ans

### CJ-5
Le Willys CJ-5 (à partir de 1964 Jeep CJ-5) a été influencé par le nouveau propriétaire de l'entreprise, Kaiser, et la Jeep Willys M38A1 de la guerre de Corée. Il était destiné à remplacer le CJ-3B, mais ce modèle a continué d'être produit. Le CJ-5 a également poursuivi sa production pendant trois décennies tandis que trois nouveaux modèles sont apparus.

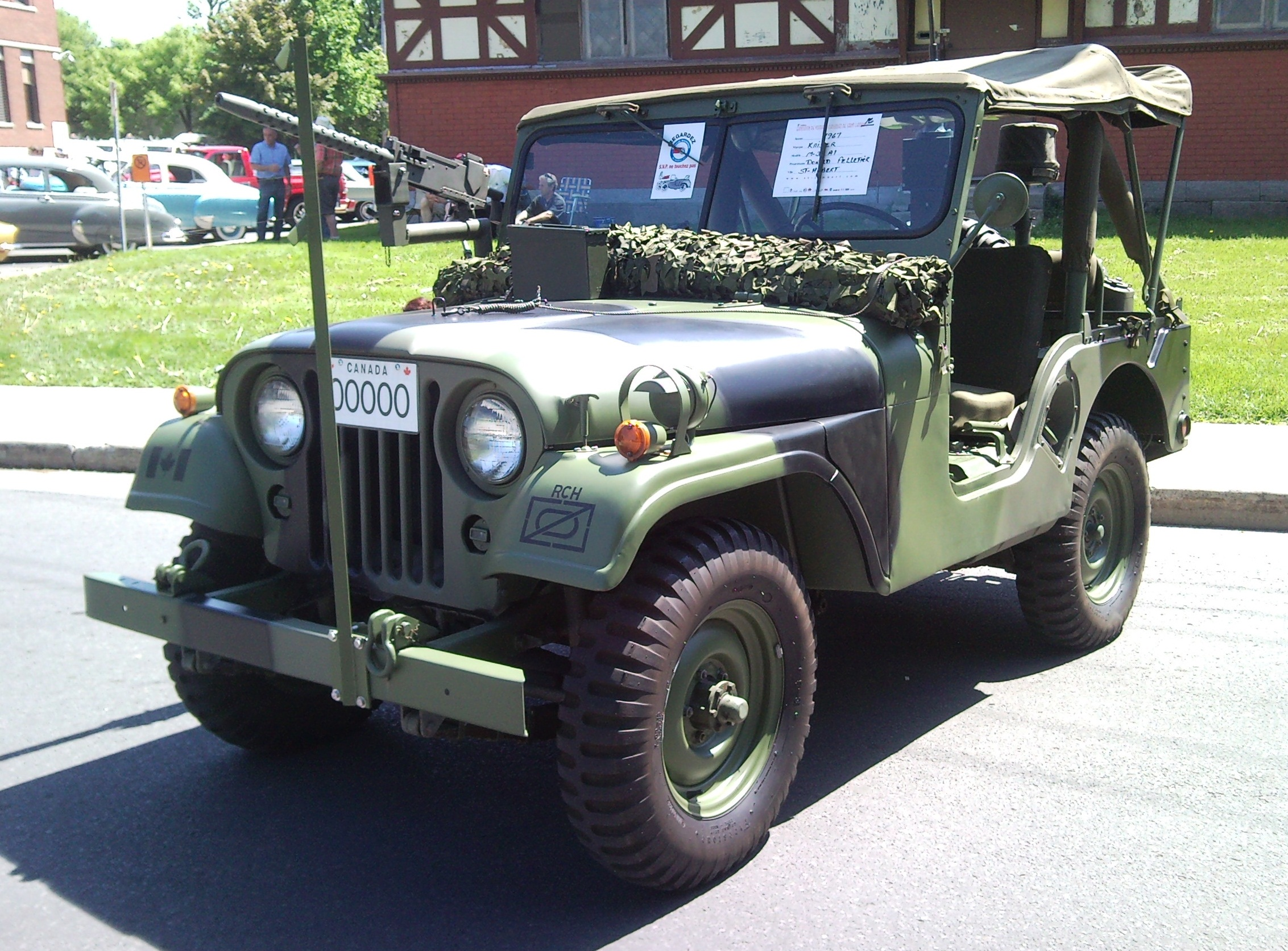
Willys M38A1

De 1961 à 1965, le moteur diesel 3.15L Perkins quatre cylindres de fabrication britannique de 62 ch à 3 000 tr/min était en option pour les CJ-5 et CJ-6.
De 1957 à 1982, le CJ-5 a été fabriqué au Brésil par la filiale locale.
En 1965, Kaiser a acheté une licence pour produire le moteur V6 Buick Dauntless de 3,7 litres afin d'offrir une nouvelle option de 155 ch sur les CJ-5 et CJ-6, contrant les plaintes selon lesquelles le moteur de 75 chevaux Willys Hurricane était sous-dimensionné. La direction assistée était une option à 81 $.

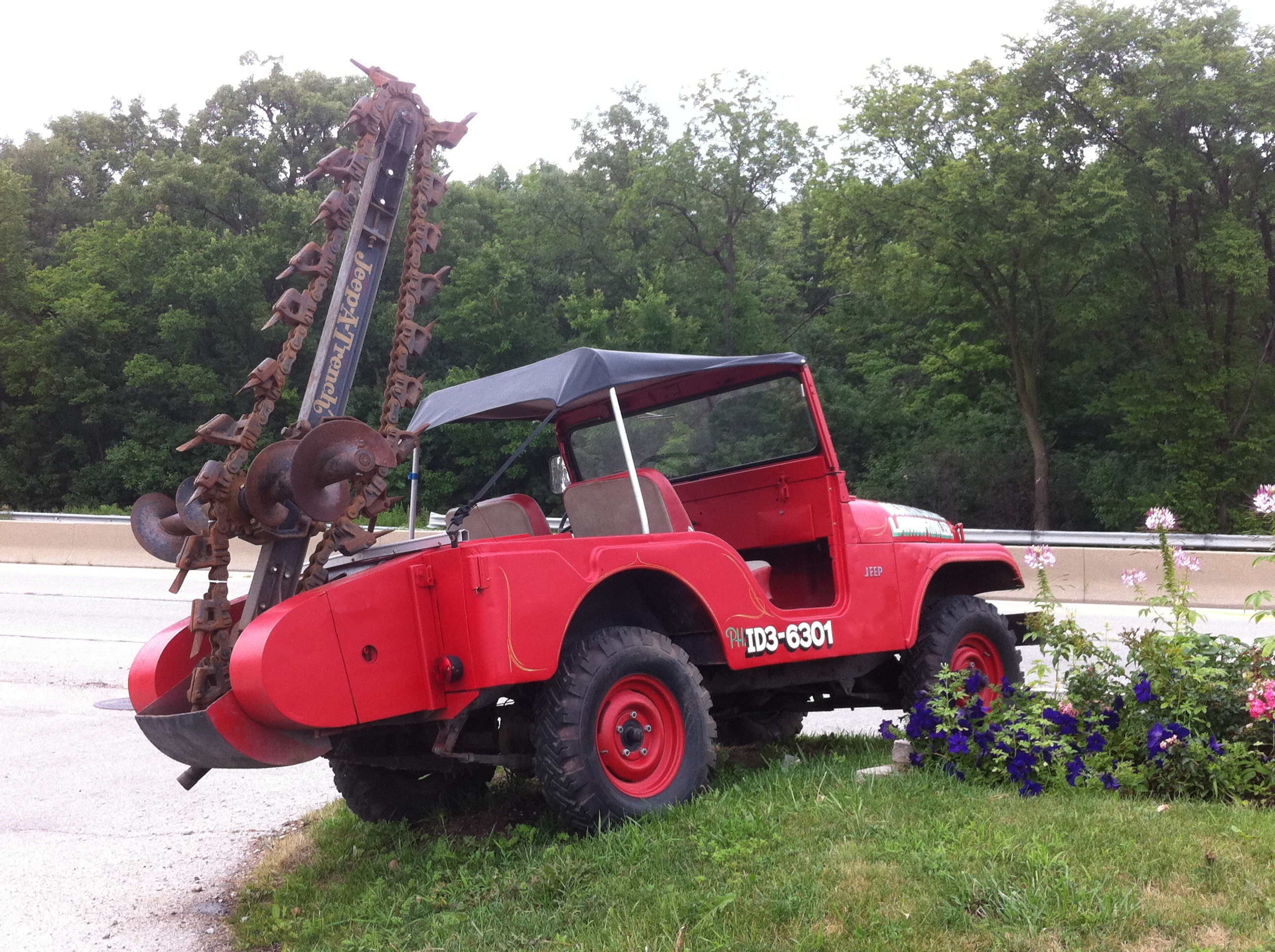
CJ-5 avec l'accessoire "Jeep-A-Trench"

La marque Kaiser Jeep a été vendue à American Motors Corporation (AMC) en 1970, et le moteur Buick a été retiré après l'année modèle 1971. La division Buick de GM a racheté l'outillage de production du moteur au début des années 1970 qui a servi à motoriser plusieurs véhicules GM. Le "Trac-Lok" différentiel à glissement limité a remplacé le "Power-Lok" en 1971. Les prises de force n'étaient plus disponibles après cette année. AMC a commencé à commercialiser la Jeep moins comme un véhicule utilitaire universel, et plus comme un véhicule sportif, augmentant notamment ses performances et ses fonctionnalités.
Lifting 1972 

L'année modèle 1972 a apporté des changements importants au CJ-5. American Motors a commencé à installer ses propres moteurs, ce qui a également nécessité des modifications de la carrosserie et du châssis. Le moteur Willys 4 cylindres de base a été remplacé par les moteurs AMC Torque Command 3,8L et 4,2L à 6 cylindres en ligne, conférant au CJ-5 d'entrée de gamme la puissance du Buick V6 auparavant disponible en option. Le 3.8L est devenu le moteur standard, et le 4.2L le moteur en option (standard en Californie). Les deux moteurs utilisaient un carburateur Carter YF à simple corps. Toujours en 1972, le moteur AMC V8 304 de 5 litres développant 210 ch est devenu disponible, ce qui a amélioré le rapport puissance / poids à un niveau comparable à un muscle-car V8. Parmi les autres modifications apportées à la chaîne cinématique, citons un nouvel essieu avant - un porte-fusée à flottement ouvert Dana 30, qui était à la fois plus léger et réduisait le rayon de braquage de 6 pieds.
Pour accueillir les nouveaux moteurs, l'empattement a été allongé de 76 mm, et les ailes et le capot ont été allongés de 127 mm, repoussant le pare-feu de deux pouces vers l'arrière. Un nouveau cadre de boîte a été installé, comportant six traverses pour plus de rigidité. En outre, un réservoir de carburant plus grand a été monté, déplacé de sous le siège du conducteur vers le dessous, entre les rails du cadre.
Une radio installée par les concessionnaires est devenue disponible en 1973, la climatisation est devenue disponible via les concessionnaires en 1975. Des allumages électroniques sans rupteurs ont remplacé les allumages Delco à vis platinées pour toute la gamme de moteurs, et un pot catalytique a été ajouté aux modèles équipés du V8 5L.
En 1975, pour l'année modèle 1976, le châssis a été modifié par rapport aux versions antérieures. Il est passé d'un cadre partiellement ouvert avec des traverses rivetées à un cadre avec des traverses soudées et des rails parallèles pour favoriser la stabilité. Le coffre est devenu plus arrondi. Le cadre et l'angle du pare-brise ont également été modifiés, ce qui signifie que ceux de 1955 à 1975 ne conviennent pas à un CJ-5 de 1976-1983 et vice versa. L'essieu arrière a également été modifié en 1976, passant d'un Dana 44 à un modèle AMC 20 qui avait un pignon de plus grand diamètre, et qui utilisait à la place du design monobloc utilisé dans le Dana un ensemble arbre/moyeu en deux parties.
Pour 1977, le châssis a de nouveau été modifié pour devenir complètement fermé. Les freins à disque assistés et l'ensemble "Golden Eagle" (qui comprenait un tachymètre et une horloge) étaient de nouvelles options.
En 1979, le moteur standard est devenu le 4,2 L I6 qui présentait désormais un carburateur Carter BBD à deux corps.
De 1980 à 1983, le CJ-5 est venu de série avec une version "Hurricane" du moteur GM Iron Duke I4 avec une transmission manuelle à quatre rapports SR4 à rapports rapprochés. Le moteur 4,2 L AMC 6 en ligne est resté disponible en option, mais la transmission est passée du Tremec T-150 à trois vitesses à un Tremec T-176 à quatre rapports rapprochés. L'essieu avant Dana 30 a été conservé, mais les moyeux ont été remplacés par un modèle à cinq boulons par rapport à l'ancien à six boulons.

#### Versions CJ-5 spéciales
- 1961 Tuxedo Park
- 1962 Tuxedo Park Mark II
- 1963 Tuxedo Park Mark III
- 1965 Tuxedo Park Mark IV

Les premiers modèles de Tuxedo Park étaient des finitions conçues pour rendre le CJ "plus confortable et plus attrayant pour le grand public". Cependant, le Tuxedo Park Mark IV a été revendiqué comme un modèle distinct des autres séries CJ (marquées en 1965 comme "Universal"), avec plus de différences que les modèles précédents. Le Tuxedo Park Mark IV était une tentative de percer le marché de masse; c'était, selon Jeep, "une nouvelle idée dans les voitures de sport ... la voiture la plus sportive et la plus fonctionnelle de la scène automobile." Elle s'ajoutait aux pare-chocs chromés CJ standard, verrous de capot, bouchon d'essence, rétroviseur et arrière garniture de lampe. Deux empattements, 2.1 m et 2.6 m, étaient disponibles, avec une variété de coloris de capote et d'assise, et les sièges baquets avant recouverts de vinyle. Les ventes de ce modèle, introduit en 1965, ont été faibles.
- 1969-1970 Camper

À partir de 1969, Kaiser-Jeep a proposé une option camping-car pour le CJ-5, mais également disponible séparément, car il conviendrait à n'importe quel CJ-5 fabriqué depuis 1955. Le camping-car monté dans la benne du CJ-5, s'étendait bien au-delà de l'arrière de la voiture et avait un autre essieu qui lui était propre, qui supportait la majeure partie du poids. Il s'étendait également au-dessus des sièges avant, où se trouvait le lit principal. Quand AMC a racheté Kaiser-Jeep en 1970, ils ont mis fin à l'option camping-car Jeep. Avec seulement 336 produits, le Jeep Camper est l'un des modèles de camping-car commerciaux les plus rares jamais créés.
- 1969 462

Le modèle 1969 offrait un ensemble performances "462". C'était un modèle à production limitée qui comprenait le moteur V6, des sièges baquets avant et une banquette arrière, un arceau de sécurité, un cadre et des ressorts robustes, un différentiel de blocage, une plaque de protection de carter d'huile, un porte-pneus arrière pivotant, des enjoliveurs de roues pleins, un ampèremètre et une jauge de pression d'huile; les visières rembourrées étaient facultatives.

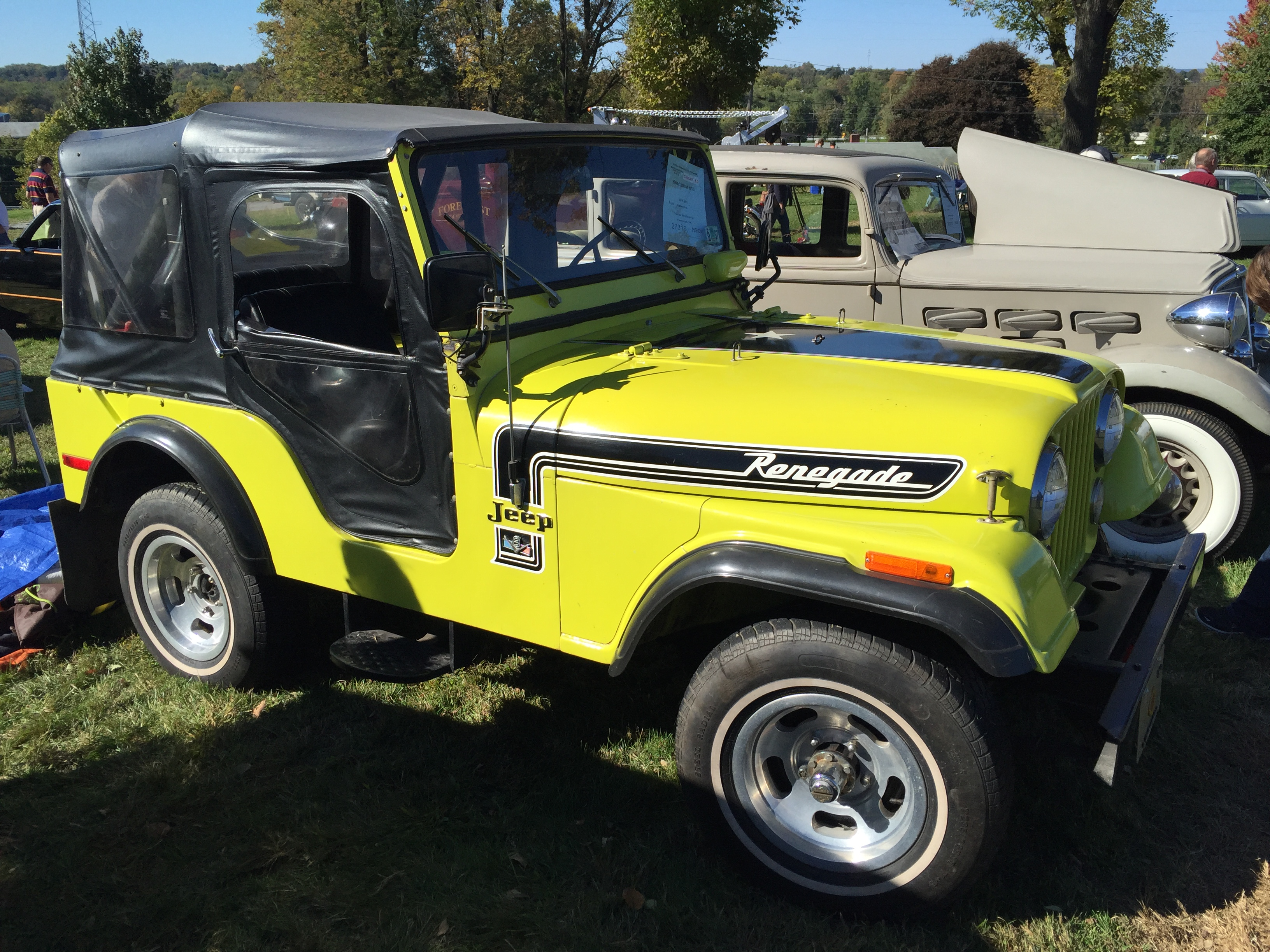
Jeep CJ-5 Renegade 1974 originale

- 1970 Renegade I

Les modèles "Renegade I" de 1970 ont conservé les caractéristiques du modèle "462", ainsi que des bandes spéciales de garniture de capot et des couleurs spécifiquess. La production du Renegade I pour 1970 est estimée entre 250 et 500 unités équipées de toutes les améliorations de performances précédentes ainsi qu'une simple bande noire sur les côtés du capot, de nouvelles roues de route blanches de 8 pouces de large avec des pneus G70x15, et proposées en seulement deux couleurs vives : prune sauvage et vert menthe. Notez qu'il peut y avoir eu d'autres couleurs produites, y compris un jaune pâle produit en octobre 1969.
- 1971 Renegade II

Le "Renegade II" de 1971 a continué les caractéristiques de l'année précédente avec des roues de route en alliage brillant (remplaçant les unités en acier peint), l'ajout d'une bande de capot centrale noire et de nouvelles sélections de couleurs: environ 200 ont été peintes jaune Baja, 200 vert menthe, 50 Riverside Orange et 150 finis en Big Bad Orange, la même peinture que celle disponible sur les "Big Bad" AMC AMX et  Javelin. Les studios de design AMC ont proposé un schéma de répartition pour un modèle Renegade III pour l'année modèle 1972, mais en raison de leur popularité, le Renegade est devenu une option de package d'apparence de production régulière.
- 1972-1983 Renegade

Le "Renegade" de 1972 était disponible de 1972 à 1983 avec le moteur V8 5 litres d'AMC, des jantes en alliage et un différentiel à glissement limité Trac-Lok.

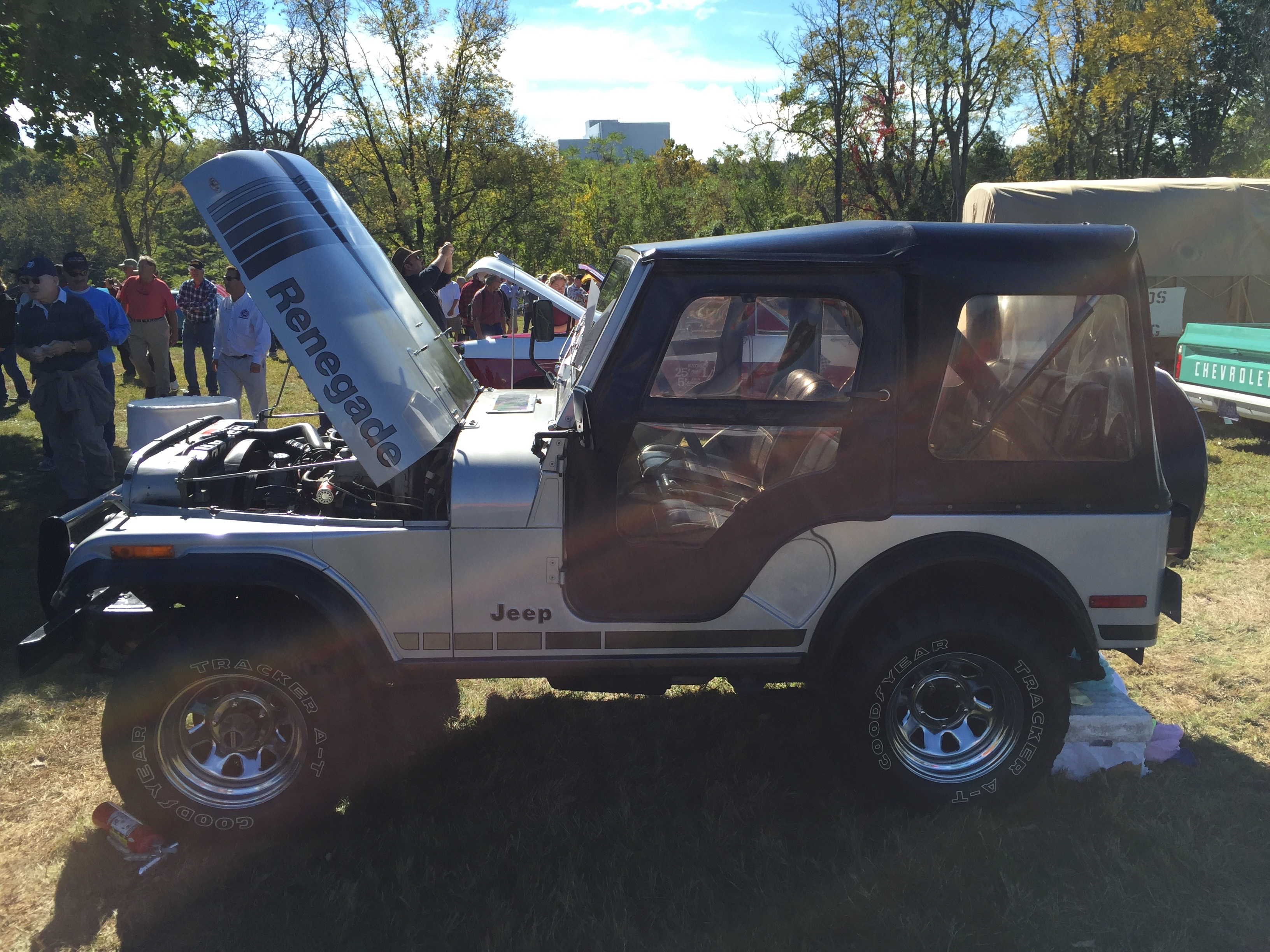
Jeep CJ Silver Anniversary edition, 1979

- 1973 Super Jeep

Produit uniquement en 1973, le Super Jeep était un ensemble d'apparence créé en raison d'une pénurie de roues en aluminium nécessaires pour les versions CJ-5 Renegade. Seules quelques centaines ont été construites.
- 1977-1983 Golden Eagle

De 1977 à 1983, le pack Golden Eagle était livré avec une option soft-top ou hard-top, freins à disque assistés, direction assistée, tachymètre, V8 5 litres, climatisation, marchepieds latéraux et décalcomanies Golden Eagle.
- 1979 Silver Anniversary

L'édition 1979 du Silver Anniversary était une version en édition limitée (1000 unités) du modèle Renegade commercialisé pour célébrer les 25 ans du CJ-5. Les caractéristiques comprenaient une peinture métallique "Quick Silver" spéciale, des bandes de carrosserie noires à argentées et des décalcomanies Renegade spéciales sur les côtés du capot, une capote noire, une housse de pneu de secours spéciale, des sièges baquets en vinyle noir et une plaque de tableau de bord indiquant la production du CJ à partir de 1954 à 1979.
- 1980 Golden Hawk — un ensemble d'autocollants de 1980 uniquement pour CJ-5, CJ-7 et Cherokee.
- 1980-1983 Laredo

### CJ-6
Le CJ-6 était une version allongée du CJ-5 avec un empattement plus long de 20 pouces (508 mm) (101 pouces, 1955-1971 / 103,5 pouces, 1972-1981). Le châssis allongé a permis une variété de configurations, y compris l'ajout d'une deuxième rangée de sièges. Introduit en 1953 en tant que version militaire M170, le CJ-6 civil a fait ses débuts en 1955 en tant que modèle 1956. Jamais très populaire aux États-Unis, la plupart des modèles CJ-6 ont été vendus en Suède et en Amérique du Sud. Il a également été assemblé en Afrique du Sud, par la filiale locale de Volkswagen. Le US Forest Service a mis en service un certain nombre de Jeeps CJ-6. Les ventes américaines ont pris fin après 1975, avec l'introduction du CJ-7. À peine 50 172 exemplaires ont été fabriqués lorsque la production en série a complètement cessé en 1981. Tout comme dans le CJ-5, des choix de moteurs V6 et V8 sont apparus en 1965 et 1972.
La version militaire du M170 partageait bon nombre des caractéristiques du M38A1 (CJ-5 militaire), mais l'ouverture de la porte passager se prolongeait jusqu'à la roue arrière. La plupart ont été utilisés comme ambulances de campagne de première ligne, capables de transporter quatre civières. Quelques-uns ont également été utilisés comme unités radio.
L'usine brésilienne Willys a développé une version du CJ-5 très similaire au CJ-6, proposée avec deux ou quatre portes. Appelé le "Willys Jeep 101", il partageait le châssis du local Rural, un Willys Jeep Station-Wagon redessiné. Comme les CJ5 fabriqués au Brésil, le 101 a des ouvertures carrées aux roues arrière. Cette version a été introduite en 1961, mais n'a pas été retenue après le rachat de l'usine par Ford à l'automne 1967.

### CJ-5A / CJ-6A

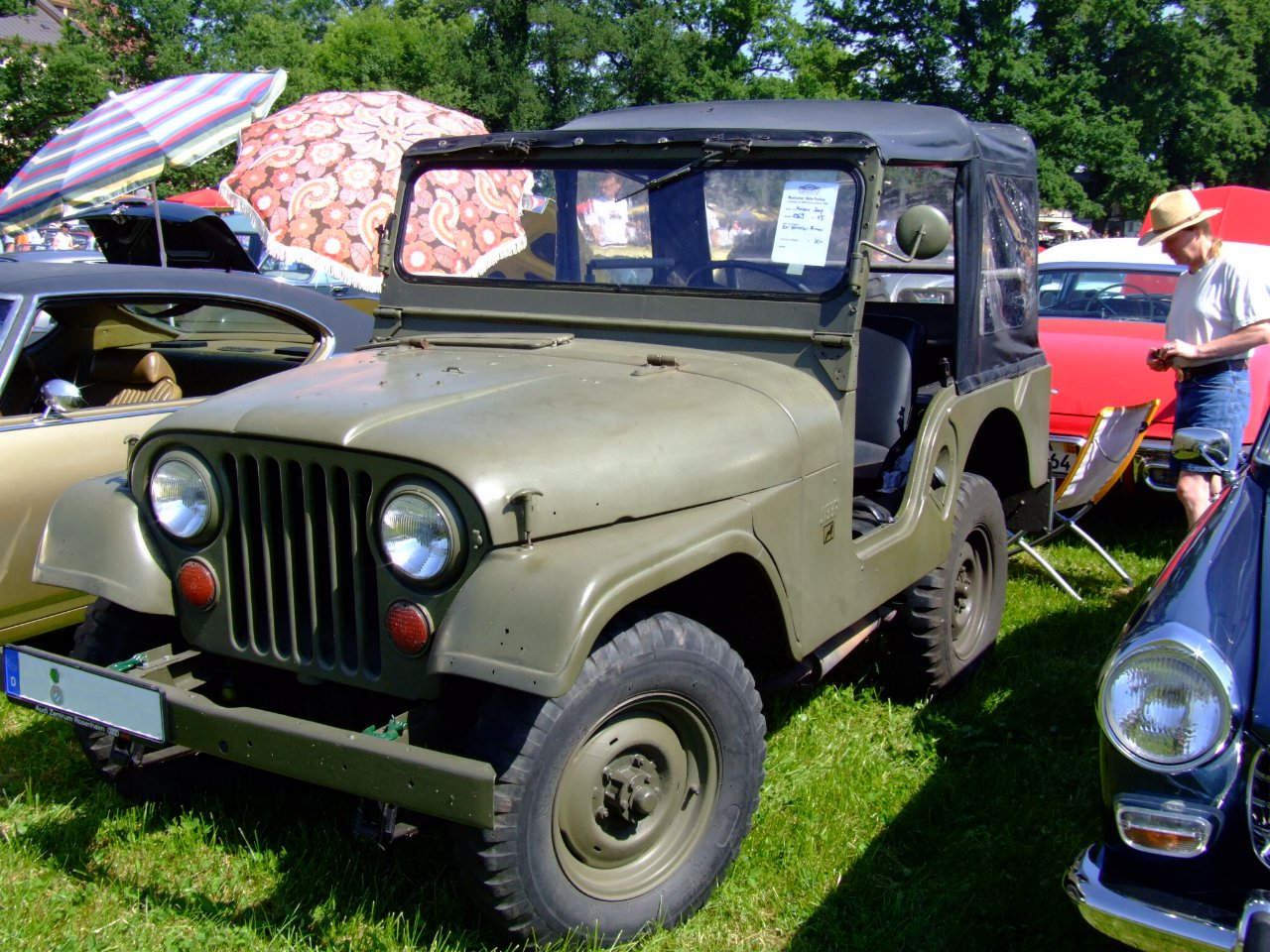
CJ5-A "Kaiser" de l'armée suisse

Le modèle CJ5-A dit "Kaiser" est fabriqué par Kaiser Industries et a été en service dans plusieurs armées, dont l'armée suisse.
De 1964 à 1967, Kaiser a fait évoluer la version Tuxedo Park d'un simple ensemble de finition à un modèle distinct appelé CJ-5A et CJ-6A. Un Tuxedo Park Mark IV est désigné par un préfixe différent d'un CJ-5 normal avec un préfixe VIN de 8322 et un CJ-6A 8422, tandis qu'un préfixe CJ-5 VIN normal est 8305 de 1964 à 1971.

### CJ-7
La Jeep CJ-7 présentait un empattement 10 pouces plus long que celui de la CJ-5, avec ses découpes latérales incurvées sur les côtés partiellement carrées pour accueillir les portes battantes. L'autre principale différence entre le CJ-5 et le CJ-7 était le châssis, qui se composait de deux rails longitudinaux principaux en C parallèles. Pour aider à améliorer la tenue de route et la stabilité du véhicule, la section arrière du châssis dépasse pour permettre aux ressorts et aux amortisseurs d'être montés plus près de l'extérieur de la carrosserie. Il a été introduit pour l'année modèle 1976, avec 379 299 construits pendant 11 ans de production.
Les options de transmission comprenaient une boîte de transfert standard à temps partiel à deux vitesses, une automatique, et un nouveau système automatique intégral en option appelé Quadra-Trac. Les autres caractéristiques comprenaient un toit rigide moulé en option et des portes en acier. Le CJ-7 était également disponible dans les modèles Renegade et Laredo. Se distinguant par leurs différents décalques de carrosserie, le modèle Laredo comportait des sièges baquets en cuir à dossier haut, un volant inclinable et un ensemble chromé qui comprenait les pare-chocs, le couvercle de la calandre avant et les rétroviseurs latéraux. Un différentiel arrière Trak-Lok en option était également disponible.
Les rapports du CJ-7 étaient différents pour chaque type de moteur: le moteur diesel était accouplé à l'essieu avec un rapport de 4,10 (en Renegade et Laredo), tandis que les quatre cylindres en ligne utilisait des modèles à rapport 3,73 et les V8 5 litres (produits de 1976 à 1981, qui sont devenus une partie de la version Golden Eagle) ont utilisé le rapport 3,55.
La version diesel a été fabriquée entre 1980 et 1982 dans l'usine de l'Ohio uniquement pour l'exportation. Les moteurs ont été fournis par General Motors, à l'époque propriétaire de Isuzu Motor Cars. Ce modèle avait le moteur Isuzu C240, la transmission T176 et la boîte de transfert Dana 300, bien que certains soient produits avec le Dana 20.
De 1976 à 1980, le CJ-7 est équipé d'une boîte de transfert Dana 20, d'un essieu avant Dana 30 (27 ou 31 cannelures) et d'un essieu arrière AMC 20 à 29 cannelures, tandis que les années suivantes, les packs Laredo ont ajouté un tachymètre, des pare-chocs chromés, des crochets de remorquage et améliorations intérieures, y compris les sièges en cuir et l'horloge. En 1980, le Laredo a été équipé pour la première fois d'un essieu arrière AMC 20 jusqu'au milieu de 1986, quand il fut équipé d'un Dana 44, et tous les CJ-7 de 1980 et plus récents étaient livrés avec la boîte de transfert Dana 300.
L'Armée canadienne a pris livraison de 195 versions militarisées du CJ-7 en 1985. Ces dernières ont été mises en service comme mesure provisoire entre le retrait du M38A1 et l'introduction du Volkswagen Iltis. Ils ont été codifiés par les Forces canadiennes sous le numéro de configuration d'équipement 121526.
Le CJ-7 continue d'être utilisé dans les sports de courses offroad, avec la carrosserie d'origine ou une réplique en fibre de verre. CJ-7 a été utilisé avec succès pour l'exploration des régions montagneuses, grâce à des modifications simples ou complexes. Ces dernières Jeeps produites ont également été mises en évidence par une plaque de tableau de bord d'usine qui se lisait: "Last of a Great Breed - Cette CJ édition collector met fin à une époque qui a commencé avec la légendaire Jeep de la Seconde Guerre mondiale".
Au cours de ses 11 ans, le CJ-7 a eu divers versions:
- 1976-1986 Renegade (2.4D L6-2.5-4.2-5.0 AMC 304 V8)
- 1976-1980 Golden Eagle (5.0 AMC 304 V8)
- 1980 Golden Hawk (5.0 AMC 304 V8)
- 1980-1986 Laredo (2.4D-4.2 I6)

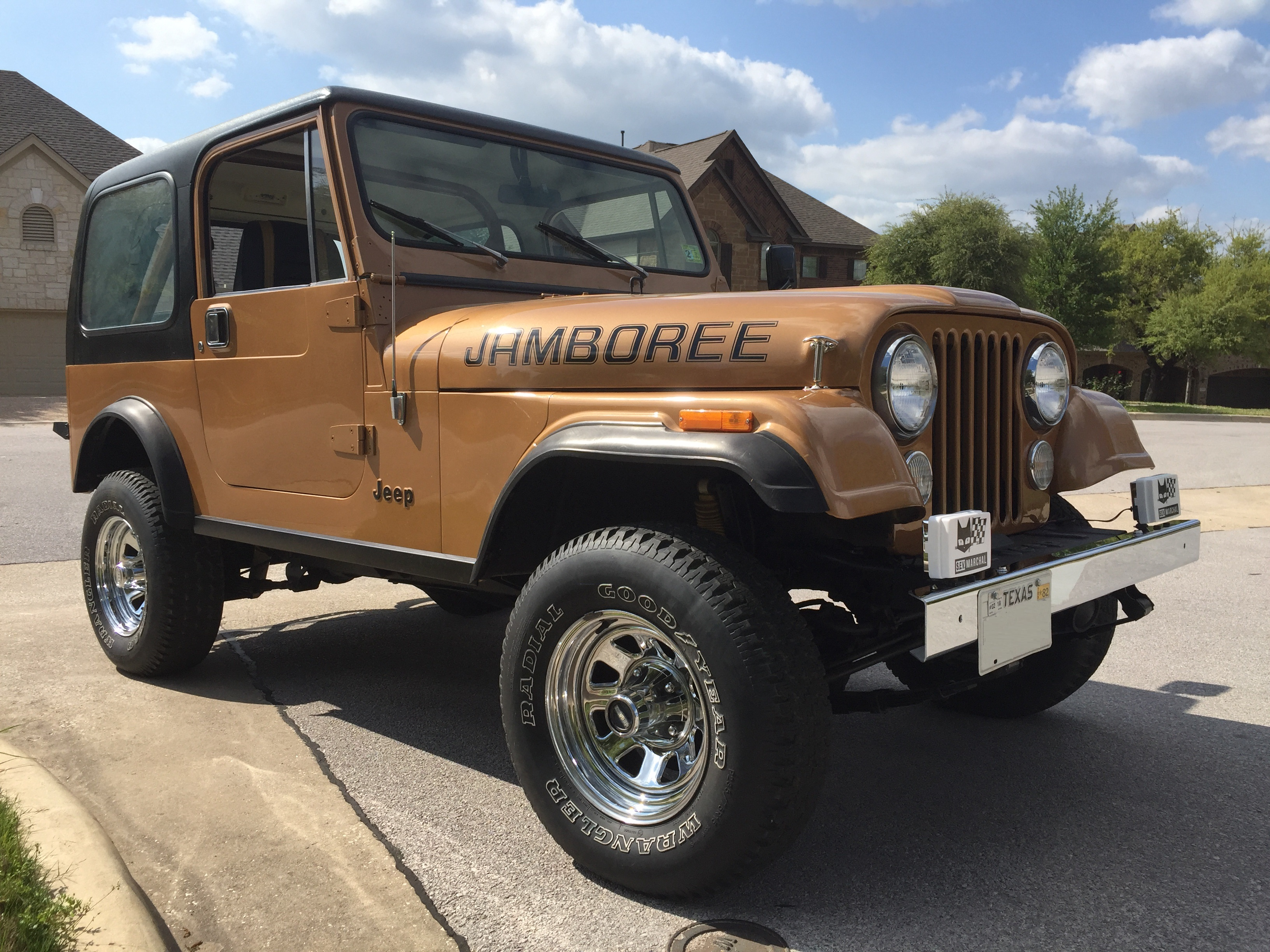
1982 Jamboree Edition #0152 — Topaze Or Métallique

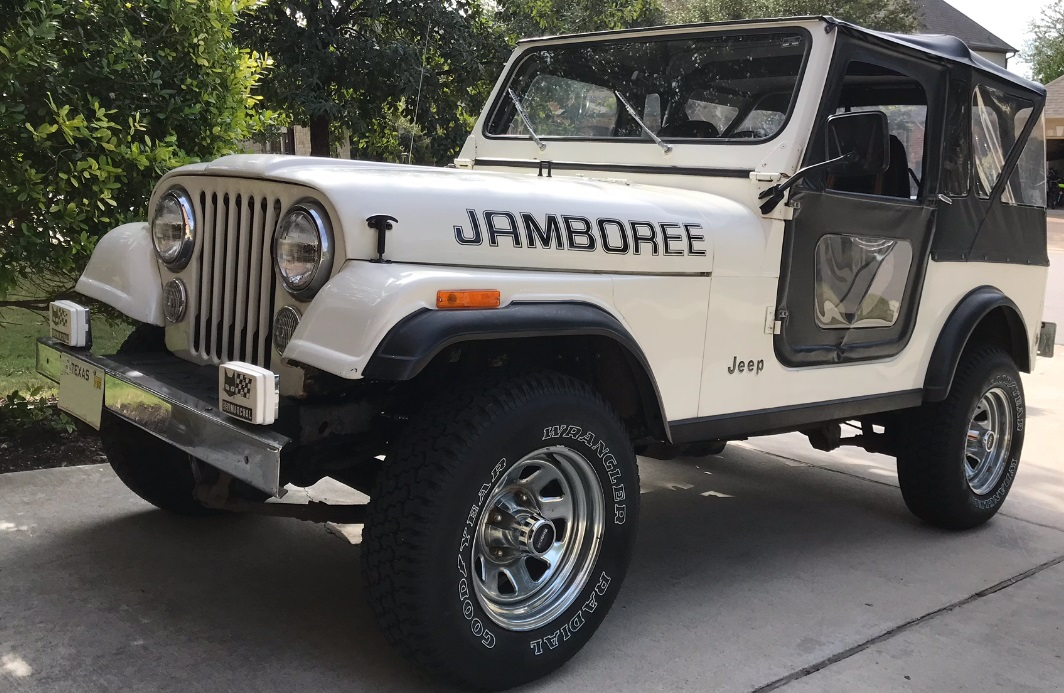
1982 Jamboree Edition #0693 — Blanc Olympique

Jeep a également produit deux packages CJ-7 en édition spéciale:
- 1982-1983 Limited (2500 unités construites comme modèle de luxe à production limitée; 4.2-L I6 avec T5 ou transmissions automatiques)
- 1982 Jamboree Commemorative Edition (630 unités numérotées construites pour le 30e anniversaire du trail Rubicon; 4.2L) avec seulement 630 unités produites (560 Topaze Or Métallique et 70 Blanc Olympique), ce CJ-7 Jamboree est le CJ-7 le plus rare jamais construit et l'une des jeeps les plus rares de tous les temps. Le Jamboree appartient à la même classe de rareté de production que le CJ-5 Renegade-II de 1971. C'est le CJ le plus lourdement doté jamais construit; c'était le Rubicon de son époque. Toutes les unités ont été numérotées de façon unique via une plaque rivetée; c'est la seule Jeep AMC à avoir été numérotée.

#### CJ-7 Renault
Après la prise de contrôle d'AMC en 1983, Renault décide de produire la Jeep CJ-7 qui sera re-motorisée, dans un premier temps, avec un moteur Renault diesel issu de la Renault 20 (Moteur Douvrin J8S-810, 2,1 litres, 4 cylindres en ligne, développant 60 ch SAE) et plus tard par le moteur essence du Trafic (J5R800 85 ch SAE, 4 cylindres en ligne 2 litres). Les moteurs Renault seront accouplés à une boite 5 vitesses Warner T5, mais qui dispose de rapports différents de son homologue américain. Cette boite à la particularité d'avoir trois rapports surmultipliés, et malgré un rapport de pont très court (4,55), les moteurs français sont à la peine. Malgré tout, ces Jeep fabriquées en Amérique et vendues en Europe avec deux petites plaques rectangulaires portant la mention " distribué par Renault " connaîtrons un succès très modeste (3 093 exemplaires vendus jusqu'en 1987) chez les amateurs de 4X4 grâce à leur moteurs économiques et à l'étendue du réseau Renault. Les Jeep CJ-7 motorisés par Renault ont été vendus en versions bâchées avec portes latérales métalliques ou hard top en finition Laredo, Renegade, Standard et Texan.

### CJ-10
La Jeep CJ-10 était une camionnette avec une carrosserie CJ reposant sur la base de la Jeep Gladiator appelée Jeep J-10 en 1981 et fortement modifiée. Produit de 1981 à 1985, le modèle a été conçu pour les marchés d'exportation, et vendu notamment en Australie. Il comportait des phares rectangulaires montés dans les ailes et une calandre à dix fentes, alors que toutes les autres Jeeps CJ avaient une calandre à sept fentes. Le CJ-10 pouvait avoir un toit rigide ou souple. Le véhicule était homologué pour un PTAC de 2,70 et 3,00 tonnes. Trois moteurs étaient proposés : un moteur diesel Nissan 6 cylindres de 3,2 litres, un 4 cylindres AMC de 2,5 litres ou un moteur 6 cylindres AMC de 4,2 litres. La transmission provenait en grande partie des plus gros modèles de la série J, une transmission manuelle Tremec T177 à quatre vitesses ou une transmission automatique TorqueFlite A727 à trois vitesses, une boîte de transfert New Process 208, un différentiel avant semi-flottant Dana 44, et soit un différentiel arrière semi-flottant Dana 44 ou Dana 60, selon le PTAC. L'importation du CJ-10 en Australie a pris fin en 1985 avec la baisse de la valeur du dollar australien, ce qui a rendu le véhicule nettement plus coûteux que ses concurrents.

### CJ-10A
Le Jeep CJ-10A était un remorqueur d'avion basé sur le CJ-10, fabriqué au Mexique de 1984 à 1986. Il a été utilisé par l' US Air Force comme avion- remorqueur. Environ 2 300 ont été produits.

## Production
Un tableau détaillé de la production annuelle de chaque modèle de 1946 à 1986 est consultable suivant le lien : JeepFan

## Cinéma
Au cinéma, la Jeep CJ apparaît dans de très nombreux films.